# متحور أوميكرون
متحور أوميكرون (بالإنجليزية: Omicron variant)‏ واسمه الكامل سارس-كوف-2 متحور أوميكرون (بالإنجليزية: SARS-CoV-2 Omicron variant)‏ ويُعرف باسم التسلسل بي 1.1.529 (بالإنجليزية: Lineage B.1.1.529)‏؛ أحد تحورات فيروس كورونا المرتبط بالمتلازمة التنفسية الحادة الشديدة النوع 2، الفيروس المسبب لمرض فيروس كورونا. اكتُشف هذا المتحوّر للمرة الأولى في 9 نوفمبر 2021 في بوتسوانا، ثم أبلغ عن وجود حالات عديدة مصابة به في جنوب أفريقيا وفي مجموعة دول أخرى منذ ذلك الحين بين أفريقيا وأوروبا وآسيا. صُنِف المتحور من قبل منظمة الصحة العالمية بوصفهِ متحورًا مثيرًا للقلق في 21 نوفمبر 2021 بعد أن كانت قد وضعته قيد المراقبة.
تشير التقارير الأولية إلى أن «متحور أوميكرون» مختلف عن بقية المتحورات، إذ قال البروفيسور توليو دي أوليفيرا، مدير مركز الاستجابة الوبائية والابتكار في جنوب أفريقيا، إن المتحور يحمل: «مجموعة غير عادية من الطفرات» وإنها «مختلفة تمامًا» عن التي اكتشفت في المتحورات الأخرى، مشيرًا إلى أن «متحور أوميكرون» قد «حقق قفزة كبيرة في التطور [و] طفرات أكثر بكثير من التي توقعناها» على حد تعبيره، حيث يحمل «50 طفرة إجمالية، منها 30 على البروتين الشوكي» مقارنة بطفرتين فقط لمتحور دلتا الذي اجتاح العالم، وهي طفرات لبروتين النتوءات الشوكية الموجودة على سطح الفيروس، التي تساعده على دخول الخلايا، إذ تمنح الفيروس مزيدًا من هذه النتوءات وتجعلها أكثر استقرارًا، وهو ما يُسهل عملية التصاقه بالخلايا واختراقها، ما يؤدي إلى زيادة في معدلات العدوى على مستوى الخلية.

## الخصائص والمميزات
شوهدت العديد من طفرات البروتين الشوكي في متحورات فيروسية قريبة أخرى، وربطت بزيادة القدرة على العدوى والهروب من الأضداد. تنبأت النمذجة الحسابية بقدرة المتحور على الهروب من المناعة الخلوية أيضًا. في 26 نوفمبر، أعرب المركز الأوروبي للوقاية من الأمراض عن ضرورة تقييم نشاط الأجسام المضادة المعدلة في مصل المتعافين ومن تلقوا اللقاح، لمعرفة ما إذا كانت ظاهرة الهروب المناعي تحدث في هذه الحالات، وصرح بأن البيانات المتعلقة بذلك ستصدر في غضون أسبوعين إلى ثلاثة أسابيع.

### العدوى
في نوفمبر 2021، لم يكن مقدار انتشار المتحور بين الأفراد ذوي المناعة الجيدة معروفًا، ولم نعرف ما إذا كان المتحور أوميكرون سيؤدي لعدوى خفيفة أو شديدة. مع ذلك، صرحت بعض شركات الأدوية بإمكانية تحديث اللقاحات الموجودة لمكافحة المتحور الجديد خلال 100 يوم إن تطلب الأمر.
في بداية ديسمبر 2021، اعتقدت آن فون غوتبيرغ، إحدى خبيرات المعهد الوطني للأمراض المعدية، أن المناعة المكتسبة من المتحورات السابقة لن تحمي من المتحور أوميكرون.
في 15 ديسمبر 2021، أخبرت جيني هاريس، رئيسة وكالة الأمن الصحي في المملكة المتحدة، إحدى اللجان البرلمانية أن الزمن اللازم لتضاعف عدد إصابات كوفيد 19 في معظم مناطق المملكة المتحدة أصبح أقل من يومين، على الرغم من معدل التطعيم المرتفع في البلاد. قالت هاريس: «قد يكون المتحور أوميكرون التهديد الأكثر أهمية منذ بداية الوباء»، وتنبأت بأن عدد الحالات في الأيام القليلة المقبلة سيكون هائلًا للغاية مقارنةً بعدد الحالات المشاهد في المتحورات السابقة.

#### الفوعة
في 28 نوفمبر 2021، صرحت منظمة الصحة العالمية في تحديث لها عن ما يلي: «لا توجد حاليًا معلومات تشير إلى أن الأعراض المرتبطة بأوميكرون تختلف عن ... المتحورات الأخرى». قد تكون زيادة معدلات الاستشفاء في جنوب إفريقيا ناتجة عن ارتفاع عدد الحالات لا عن سمة مميزة في المتحور الجديد.
في 4 ديسمبر 2021، صرح مجلس البحوث الطبية في جنوب إفريقيا عن بعض المعلومات حول الفترة الواقعة بين 14 و29 نوفمبر 2021 في مجمع مستشفيات تشواني، فقد كان عدد المرضى الداخليين صغار السن أكثر مقارنةً بالموجات السابقة، بينما كانت معدلات العلاج بالأكسجين وضمن وحدات العناية المركزة أقل. لم تكن هذه الملاحظات نهائية ومثبتة، لأن المظهر السريري للمتحور قد يتغير خلال الأسبوعين التاليين ليعطينا معلومات أكثر دقة حول شدة المرض. تضاعف عدد الوفيات تقريبًا في الأسبوع التالي ليوم 28 نوفمبر، ليوضح قصور التقارير آنفة الذكر. مع ذلك، كان معدل الوفيات أقل بكثير مما كان عليه الأمر في الموجة الثانية التي حدثت في منتصف يناير 2021. في 12 ديسمبر، أكد المدير العام لمنظمة الصحة العالمية تيدروس أدهانوم على خطأ اعتقاد الناس بأن الإصابة بالأوميكرون خفيفة؛ إذ يعتقد أن التعرض العالي للأنواع السابقة في جنوب إفريقيا قد أثر على المسار السريري للعدوى الجديدة.
في 20 ديسمبر، حلل فريق استجابة إمبريال كوليدج لكوفيد 19 بيانات مأخوذة من إنجلترا. لاحظ الفريق عدم ارتباط الأوميكرون بزيادة ملحوظة في معدل الاستشفاء أو الإصابة غير المصحوبة بأعراض، ما أشار لعدم وجود اختلاف هام في شدة الإصابة مقارنةً بالمتحور دلتا. في 22 ديسمبر، وجد الفريق أن احتمال الاستشفاء الذي يتطلب إقامة ليلة واحدة على الأقل في المشفى بسبب الأوميكرون أقل بنسبة 41% تقريبًا (مجال الثقة: 95%، 37-45%) مقارنةً بالمتحور دلتا. كذلك، أشارت البيانات إلى انخفاض عدد حالات الاستشفاء الملحوظ للأشخاص الذين تلقوا جرعتين من لقاح فايزر-بيونتيك أو موديرنا أو أوكسفورد- آسترازينيكا.

## التشخيص
من المرجح ألا تتأثر اختبارات المستضد السريع، علمًا أن اختبارات تفاعل البوليميراز المتسلسل (بّي سي آر) الحالية قادرة على اكتشاف المتحور.
بالنسبة إلى السلالة الفرعية BA.2، تكشف اختبارات بّي سي آر عدوى فيروس سارس-كوف-2، لكن طريقة فشل استهداف الجين إس (إس جي تي إف) باستخدام اختبار بّي سي آر محدد لا يمكنها التأكد من إصابة الفرد بمتحور أوميكرون فرعي.

## الوقاية
كما هو الحال مع المتحورات الأخرى، أوصت منظمة الصحة العالمية باستمرار تهوية الأماكن المغلقة بشكل جيد وتجنب الازدحام والاتصال الوثيق وارتداء أقنعة مناسبة وتنظيف الأيدي بشكل متكرر وأخذ اللقاح.
في 26 نوفمبر 2021، قالت شركة بيونتيك إنها ستعرف في غضون أسبوعين ما إذا كان اللقاح الحالي فعال ضد المتحور الجديد، وأن اللقاح المحدث سيكون قابل للشحن في غضون 100 يوم إن تطلب الأمر. في هذه الأثناء أيضًا، درست آسترازينيكا وموديرنا وجونسون آند جونسون تأثير المتحور على فعالية لقاحاتهم. وفي نفس اليوم، صرحت شركة نوفافاكس بأنها تطور لقاحًا محدثًا بجرعتين للمتحور أوميكرون، وتوقعت الشركة أن يكون جاهزًا للاختبار والتصنيع في غضون أسابيع قليلة. في 29 نوفمبر 2021، صرح معهد غاماليا باعتقاده أن سبوتنيك لايت فعال ضد المتحور الجديد، وأنه سيبدأ في تعديل سبوتنيك 5 ليصبح جاهز للإنتاج بالجملة خلال 45 يوم. قالت شركة سينوفاك إنها تستطيع إنتاج لقاح معطل ضد المتحور بسرعة، وصرحت بأنها كانت تراقب الدراسات وتجمع العينات لتدرس الحاجة إلى لقاح جديد. في 7 ديسمبر 2021، أقامت سينوفاك ندوة في البرازيل مع شريكها معهد بوتانتان، وصرحت بأنها ستطور لقاحها ليقاوم المتحور الجديد، وقالت إنه سيكون متاحًا في غضون ثلاثة أشهر. في 2 ديسمبر، كان معهد فينلي قد بدأ مرحلة تطوير نسخة معدلة من سوبرانا بلس ضد المتحور.
في 29 نوفمبر 2021، قالت منظمة الصحة العالمية إن الحالات والإصابات متوقعة بين الأشخاص المطعمين، وإن كان ذلك بنسبة صغيرة يمكن التنبؤ بها.
في 7 ديسمبر 2021، صدرت نتائج أولية لتجارب أجريت في معهد الأبحاث الصحية الإفريقي في ديربان. أخذت التجارب عينات من 12 شخص تلقى لقاح فايزر- بيونتيك، ووجدت انخفاض معدل نشاط الأضداد المعدلة للمتحور بنحو 41 ضعف في بعض العينات. يمكن اعتبار هذا المقدار كبير، ولكن لا يعني ذلك أن المتحور قادر على الهرب من اللقاحات تمامًا، ولهذا السبب، ما يزال التطعيم باللقاحات الحالية موصى به. كان مقدار نشاط الأضداد المعدلة للمتحور أكبر لدى من تطعموا بشكل كامل بعد إصابتهم بعام تقريبًا. يرجح تغير هذه النتائج بعد جمع كمية أكبر من البيانات، إذ تختلف الأجسام المضادة الناتجة عن التطعيم بشكل كبير بين الأفراد، والعينة في التجارب آنفة الذكر كانت صغيرة. في 8 ديسمبر 2021، قدمت شركة فايزر وبيونتيك بيانات أولية مفيدة، فقد صرحت بأن الجرعة الثالثة من اللقاح تقدم أجسام مضادة معدلة ضد المتحور الجديد بمقدار مماثل لما تقدمه جرعتين من اللقاح ضد المتحورات الأخرى.
في 10 ديسمبر 2021، أفادت بيانات أولية من وكالة الأمن الصحي في المملكة المتحدة بانخفاض نشاط الأجسام المضادة المعدلة ضد المتحور أوميكرون بنحو 20- 40 ضعف في مصل من تلقى جرعتين من لقاح فايزر مقارنةً بالسلالات السابقة من الفيروس، وانخفاض يقدر بنحو 20 ضعف ضد المتحور دلتا. كان الانخفاض أكبر في المصل المأخوذ من أشخاص تلقوا جرعتين من لقاح آسترازينيكا، فقد بلغ ذلك مقدارًا لا يمكن اكتشافه. سببت الجرعات الداعمة من لقاحات الحمض النووي الريبوزي الرسول ارتفاع متماثل في نشاط الأجسام المضادة المعدلة بصرف النظر عن اللقاح المستخدم في التطعيم الأولي. بعد تلقي جرعة داعمة (عادةً بلقاح حمض نووي ريبوزي رسول)، بلغت فعالية التطعيم ضد المرض المصحوب بأعراض نحو 70- 75%، ويعتقد أن فعاليته ضد مرض أكثر شدة تبلغ نسبة أعلى من ذلك.
في 26 نوفمبر 2021، طلبت منظمة الصحة العالمية من الدول القيام بما يلي:
- تعزيز الجهود المبذولة في المراقبة والسلسلة لفهم متحورات سارس كوف 2 المنتشرة بشكل أفضل.
- إرسال تسلسلات الجينوم الكاملة والبيانات الوصفية المرتبطة بها إلى قاعدة بيانات متاحة للجمهور، كمنصة المبادرة العالمية لتبادل بيانات أنفلونزا الطيور مثلًا.
- إبلاغ منظمة الصحة العالمية عن الحالات/ المجموعات الأولية المرتبطة بعدوى فيروسية مثيرة للقلق وفقًا للوائح الصحية الدولية.
- التنسيق مع المجتمع الدولي، في حال توفر الإمكانيات اللازمة، لتنفيذ استقصاءات ميدانية وتجارب مخبرية تساهم في تحسين فهم الآثار المحتملة للفيروس المعني على انتشار كوفيد 19 وشدته، بالإضافة إلى معرفة مدى فعالية إجراءات الصحة العامة والاجتماعية والوسائل التشخيصية والاستجابة المناعية وتعديل الأجسام المضادة والعوامل الأخرى المرتبطة بذلك.

## طفراته
يحمل المتحوّر أوميكرون على عدد كبير من الطفرات، بعضها مثير للقلق. بلغ عدد الطفرات التي أثرت على البروتين الشوكي للفيروس 32 طفرة، وهو الهدف الرئيس للمستضد من الأجسام المضادة الناتجة عن العدوى والعديد من اللقاحات. تميّز هذه الطفرات متحور أوميكرون، حيث لم تُلاحظ معظمها في أي سلالات أخرى. كذلك، يتميز المتحور بثلاثين تغييرًا في الأحماض الأمينية، وثلاث عمليات حذف صغيرة وغرز صغير واحد في البروتين الشوكي مقارنة بالفيروس الأصلي، والتي يوجد 15 منها في مجال ربط المستقبلات (البقايا 319-541). كما أنه يحمل عددًا من الطفرات والحذف في مناطق الجينوم الأخرى. كذلك، لدى المتحور ثلاث طفرات في «موقع انشقاق الفوران»، الذي يزيد من عدوى فيروس سارس-كوف-2. الطفرات مقسمة كل حسب منطقتها كما يلي:
- البروتين الشوكي: A67V, Δ69-70, T95I, G142D, Δ143-145, Δ211, L212I, ins214EPE, G339D, S371L, S373P, S375F, K417N, N440K, G446S, S477N, T478K, E484A, [بحاجة لتوضيح], G496S, Q498R, N501Y, Y505H, T547K, D614G, H655Y, N679K, P681H, N764K, D796Y, N856K, Q954H, N969K, L981F
- ORF1ab:
  - nsp3: K38R, V1069I, Δ1265, L1266I, A1892T
  - nsp4: T492I
  - nsp5: P132H
  - nsp6: Δ105-107, A189V
  - nsp12: P323L
  - nsp14: I42V
- البروتين الغلافي: T9I
- البروتين الغشائي: D3G, Q19E, A63T
- بروتين القفيصة النووية: P13L, Δ31-33, R203K, G204R

## اكتشافه
اكتُشف متحور أوميكرون في نوفمبر 2021 في بوتسوانا وجنوب أفريقيا؛ وقد سافر أحد المصابين إلى هونغ كونغ، واكتُشفت أربع حالات مؤكدة في إسرائيل، واحدة كانت قد وصلت عائدة من ملاوي، وحالتان من العائدين جنوب أفريقيا وآخر من مدغشقر، كذلك اكتُشفت حالة واحدة مؤكدة في بلجيكا، من المرجح أنها كانت قد أصيبت به في مصر قبل 11 نوفمبر.